# Türk Attila
Türk Attila Antal (Eger, 1973. szeptember 4.) régész, egyetemi oktató.

## Élete
Egerben a Lenkey János Általános Iskola tanulója volt, majd 1992-ben érettségizett a kecskeméti Piarista Gimnáziumban. 1999-ben elvégezte a szegedi József Attila Tudományegyetem régész–muzeológus szakát, 2000-ben a Szegedi Tudományegyetem történelem tanári szakát, 2001-ben pedig a magyar őstörténet–bölcsész szakát. 2011-ben doktori fokozatot szerzett a Szegedi Tudományegyetemen.
2001–2005 között a Móra Ferenc Múzeum Régészeti Osztályának, 2005–2010 között az MTA Régészeti Intézetének munkatársa és fiatal kutatói ösztöndíjasa, 2011–2012 között a MFM Régészeti Osztályának vezetője, 2012-2013-ban a szentesi Koszta József Múzeum igazgatója volt. 2013-tól a Történettudományi Intézet Magyar őstörténeti témacsoportjának tagja, illetve a Pázmány Péter Katolikus Egyetem Régészeti Tanszékének tanársegédje.
2006-tól alapító tagja a Magyar Régész Szövetségnek, 2009-től tagja a Magyar Bizantinológiai Társaságnak, 2012-től magyar elnökségi tagja az International Committee of Finno-Ugric Congresses-nek.
Feltárásokat végzett többek között Csanádpalotán, Csengelén, Kisteleken, Kiszomborban, Mindszenten, Szentesen és az Urál keleti oldalán fekvő Ujelgiben. Több régészeti kiállítás társrendezője volt. Tanulmányúton volt többször Oroszországban, Ukrajnában, Ausztriában és Bulgáriában.

## Díjai, elismerései
- Kristó Gyula-díj (2012)

## Főbb művei
- 2003 Honfoglalás kori női sír Szentes Derekegyházi oldal határrészéből. Szentes. (tsz. Langó Péter)
- 2009 Adatok és szempontok a Kárpát-medence 10−11. századi hagyatékában megfigyelt sírformák és temetkezési szokások klasszifikációjához. In: Vincze F. (szerk.): Avarok, bolgárok, magyarok. Konferenciakötet. Budapest, 87−128.
- 2010 A szaltovói kultúrkör és a magyar őstörténet régészeti kutatása. In: G. Tóth P. – Szabó P. (szerk.): Középkortörténeti tanulmányok 6. Szeged, 261−306.
- 2011 10. századi temető Szeged-Kiskundorozsma, Hosszúhátról. MFMÉ – StudArch 12, 419–479. (tsz. Lőrinczy Gábor)
- 2011 Régészeti adatok a Kárpát-medence 10-11. századi hagyatékának bulgáriai kapcsolatrendszeréhez I. A csüngős veretek. MFMÉ – StudArch 12, 517–528. (tsz. Langó Péter)
- 2013 Archäologische Daten zu einigen Details der Taschen- und Feuergerätefunde des 10. Jahrhunderts im Karpatenbecken im Spiegel ihren osteuropäischen Analogien. Slovenská archeológia 61/1, 177–198
- Avarok pusztái. Régészeti tanulmányok Lőrinczy Gábor 60. születésnapjára; szerk. Anders Alexandra, Balogh Csilla, Türk Attila; Martin Opitz–MTA BTK MŐT, Bp., 2014 (Opitz archaeologica)
- Avars, Bulgars and Magyars on the Middle and Lower Danube. Proceedings of the Bulgarian–Hungarian Meeting. Sofia, May 27-28, 2009; szerk. Doncheva-Petkova, Lyudmila, Balogh Csilla, Türk Attila; Archaeolingua, Bp., 2014 (Studia ad Archaeologiam Pazmaniensiae)
- Hadak útján XXIV. A népvándorláskor fiatal kutatóinak XXIV. konferenciája. Esztergom, 2014. november 4-6.; főszerk. Türk Attila, szerk. Balogh Csilla, Major Balázs; PPKE BTK Régészeti Tanszék–MTA BTK Magyar Őstörténeti Témacsoport–Archaeolingua, Esztergom–Piliscsaba–Bp., 2015
- Türk Attila–Lőrinczy Gábor: Régészeti és természettudományi adatok a Maros-torkolat nyugati oldalának 10. századi történetéhez; Archaeolingua, Bp., 2015 (Studia ad Archaeologiam Pazmaniensiae)
- A Krím-félsziget régészete a késő antikvitástól az érett középkorig (Kr. u. 6–11. század). Budapest, Bölcsészettudományi Kutatóközpont, Magyar Őstörténeti Kutatócsoport, Martin Opitz Kiadó, 2023. (Studia ad Archaeologiam Pazmaniensia)
- Az Uráltól a Kárpátokig. Régészet és korai magyar történelem. Budapest-Szeged, Szegedi Középkorász Műhely, 2023. (Szegedi Középkortörténeti Könyvtár 30.)

### Társszerzőként
- szerk.: Sudár Balázs - Petkes Zsolt: A honfoglalók viselete. Magyar őstörténet 1.. Budapest, Helikon, 2014.[* 1]
- szerk.: Sudár Balázs: Magyarok a honfoglalás korában. Magyar őstörténet 2.. Budapest, Helikon, 2015.[* 2]
- szerk.: Petkes Zsolt - Sudár Balázs: Magyarok fegyverben. Magyar őstörténet 3.. Budapest, Helikon, 2015.[* 3][1]
- Türk Attila–Lőrinczy Gábor: Régészeti és természettudományi adatok a Maros-torkolat nyugati oldalának 10. századi történetéhez; Archaeolingua, Bp., 2015 (Studia ad Archaeologiam Pazmaniensiae)

### Fordítóként
- Olekszij Komar: A korai magyarság vándorlásának történeti és régészeti emlékei. Budapest, 2018.[* 4][* 5]